# Cabezo Redondo
El Cabezo Redondo és un jaciment arqueològic de l'edat del bronze que es troba a 2 km de Villena (Alt Vinalopó). No es tracta d'un llogaret, sinó d'un veritable centre comarcal que va estar habitat entre els anys 1500 i 1100 aC i va pertànyer probablement a la cultura d'El Argar.
El jaciment en el seu origen devia tenir una mida considerablement gran, estenent-se per tot el turó. Es creu que aquí es va concentrar la població de diversos altres petits poblats i llogarets que van existir al voltant de l'antiga llacuna de Villena, ja que la seua fisonomia és distintiva d'una capital comarcal a causa de la seua posició central, la seua extensió, l'urbanisme desenvolupat, la densitat de població i les intenses activitats agrícoles, ramaderes, metal·lúrgiques i tèxtils desenvolupades allà. Les cases s'adossen les unes a les altres a manera d'illes separades per carrers estrets i costeruts, per les quals també discorria l'aigua. Les parets de les cases solien estar arrebossades de roig o blanc i a l'interior solia aparèixer un banc adossat a una de les parets. Al costat d'aquest banc es trobaven els forns per a treballar el metall o el fang i les llars per fer el menjar. El sostre de les cases era pla i estava lleugerament inclinat seguint el pendent del vessant. Se sostenia mitjançant pals de fusta, alguns dels quals encara es conserven.
Les reconstruccions i remodelacions en la mida i formes de la majoria de les cases s'expliquen pels abundants incendis, afavorits per l'abundància de matèria orgànica a l'interior de les cases, així com per la fragilitat de les parets i els sostres.
Les ceràmiques trobades al jaciment són de gran qualitat, alguna d'aquestes de decoració complexa. Les característiques dels objectes d'os, de pedra, o de metall, entre els quals destaquen els ganivets i destrals de bronze i els adorns del mateix metall o d'or i plata, indiquen que fou una cultura prehistòrica, però gens primitiva. Encara que es desconeixia l'escriptura, es posseïa un elevat grau de desenvolupament tecnològic i social.
Els enterraments s'han trobat situats sota les cases i acompanyats d'un ric aixovar. Uns se'n col·loquen a l'interior de grans atuells, d'altres en una fossa, de vegades envoltada de pedra, o en petites coves.

## Investigació

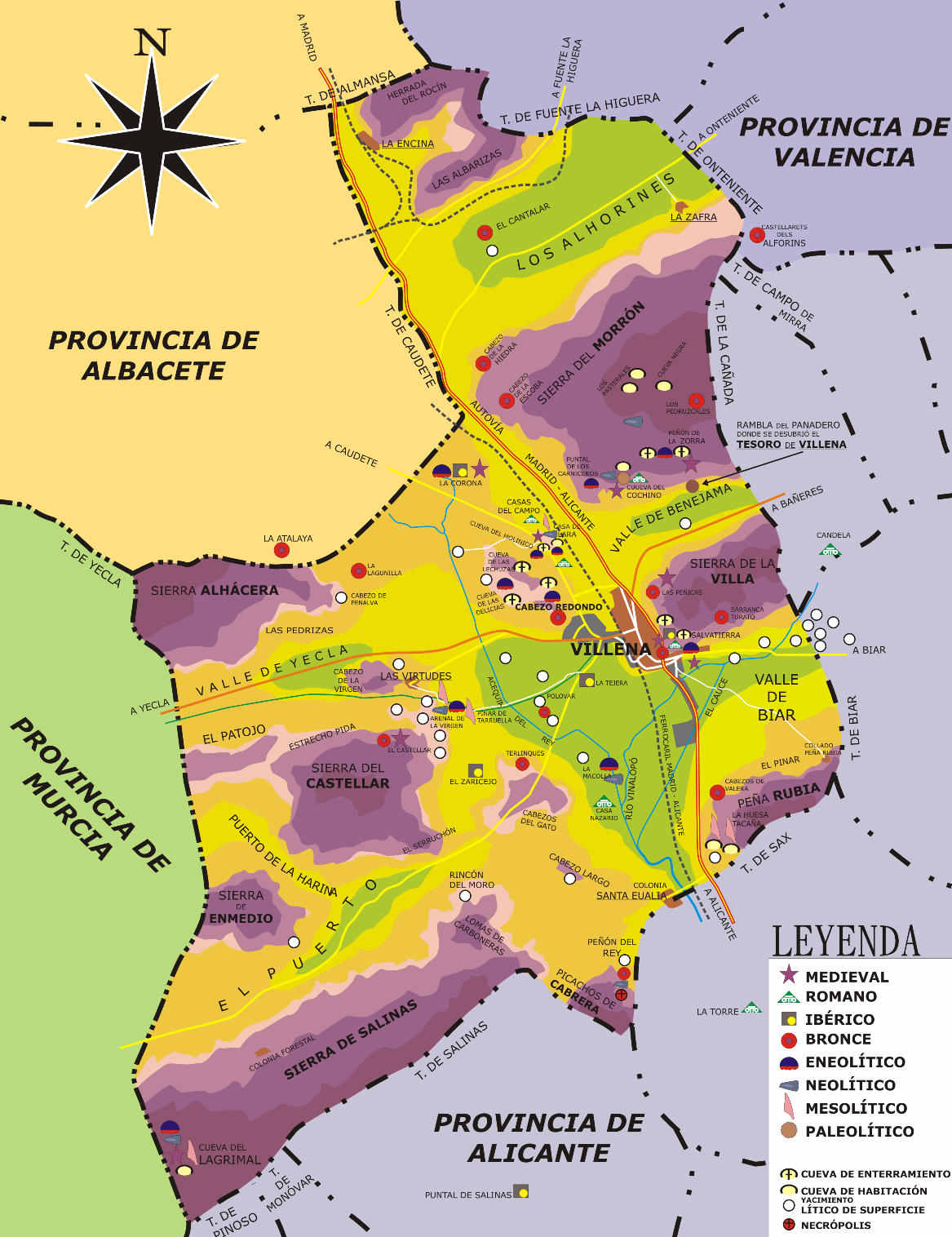
Vestigis arqueològics trobats al terme de Villena

Les primeres investigacions les va portar a terme Joan Vilanova i Piera cap al 1870, encara que va ser l'arqueòleg José María Soler qui el va començar a estudiar sistemàticament el 1959, arran del descobriment del tresoret del Cabezo Redondo, que es conserva al Museu Arqueològic de Villena. Ja llavors, gran part del jaciment s'havia perdut a causa de les pedreres de guix existents a la zona, encara que des d'aquesll any s'ha protegit i estudiat la resta d'espai.
En els últims anys, la Universitat d'Alacant, juntament amb les de València i Granada, duen a terme unes jornades anuals dirigides per Mauro S. Hernández Pérez i ajudat per Gabriel García Atiénzar i Virgínia Barciela, per seguir excavant i estudiant el jaciment. Va ser inclòs en el Conjunt Historicoartístic de Villena i declarat terreny d'utilitat pública el 1968. L'any 2010, va començar la seva rehabilitació integral després d'una subvenció del Ministeri de Cultura.

## Principals troballes

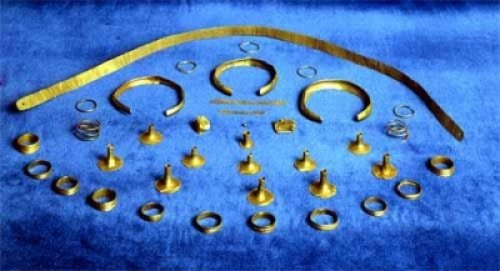
Conjunt del tresoret del Cabezo Redondo

- Tresoret del Cabezo Redondo: compost per 35 peces d'adorn personal (una diadema, anells, braçalets, penjolls, grans de collar, espirals, cintetes i un petit lingot d'or) que arriben als 150 g de pes.
- Teler de l'edat del bronze: s'ha recuperat un teler i 48 peses d'aquest en la campanya estiuenca del 2008, així com diferents fragments de peses que permeten assenyalar que els telers prehistòrics eren verticals, i que els pesos servien per a tensar.[6]
- Tresor de Villena: encara que no es va trobar al Cabezo Redondo, sinó a la rambla del Panadero, 5 km a l'est del poblat, la cronologia, la seua semblança amb el tresoret, i l'atuell en què es va trobar semblen indicar que va ser una ocultació realitzada per algun dels pobladors del Cabezo Redondo.